# Bestuurlijke indeling van Mali
Dit is een lijst van topografische elementen in Mali. Standaard is deze lijst geordend op soort en naam, maar de gebruiker kan een andere sortering kiezen.
| naam                               | soort                   | regio      | cercle              |
| ---------------------------------- | ----------------------- | ---------- | ------------------- |
| Gao (regio)                        | Regio                   |            |                     |
| Kayes (regio)                      | Regio                   |            |                     |
| Kidal (regio)                      | Regio                   |            |                     |
| Koulikoro (regio)                  | Regio                   |            |                     |
| Mopti (regio)                      | Regio                   |            |                     |
| Ségou (regio)                      | Regio                   |            |                     |
| Sikasso (regio)                    | Regio                   |            |                     |
| Timboektoe (regio)                 | Regio                   |            |                     |
| Abarmalane                         | Commune                 | Timboektoe | Goundam             |
| Abéïbara                           | Commune                 | Kidal      | Abéïbara            |
| Adjelhoc                           | Commune                 | Kidal      | Tessalit            |
| Alafia (Mali)                      | Commune                 | Timboektoe | Timboektoe          |
| Alata (Mali)                       | Commune                 | Gao        | Ménaka              |
| Allahina                           | Commune                 | Koulikoro  | Nara                |
| Alzounoub                          | Commune                 | Timboektoe | Goundam             |
| Anchawadi                          | Commune                 | Gao        | Gao                 |
| Andéramboukane                     | Commune                 | Gao        | Ménaka              |
| Anéfif                             | Commune                 | Kidal      | Kidal               |
| Ansongo                            | Commune                 | Gao        | Ansongo             |
| Arham                              | Commune                 | Timboektoe | Diré                |
| Badia (Mali)                       | Commune                 | Kayes      | Kita                |
| Bafoulabé (stad)                   | Commune                 | Kayes      | Bafoulabé           |
| Baguindadougou                     | Commune                 | Ségou      | Ségou               |
| Baguinéda-Camp                     | Commune                 | Koulikoro  | Kati                |
| Balan Bakama                       | Commune                 | Koulikoro  | Kangaba             |
| Bamafélé                           | Commune                 | Kayes      | Bafoulabé           |
| Bamba                              | Commune                 | Gao        | Bourem              |
| Bambara Maoudé                     | Commune                 | Timboektoe | Gourma-Rharous      |
| Banamba                            | Commune                 | Koulikoro  | Banamba             |
| Banco (Mali)                       | Commune                 | Koulikoro  | Dioïla              |
| Bancoumana                         | Commune                 | Koulikoro  | Kati                |
| Bangassi                           | Commune                 | Kayes      | Kayes               |
| Baniéré Koré                       | Commune                 | Kayes      | Nioro du Sahel      |
| Banikane                           | Commune                 | Timboektoe | Gourma-Rharous      |
| Banikane Narhawa                   | Commune                 | Timboektoe | Niafunké            |
| Bankass                            | Commune                 | Mopti      | Bankass             |
| Bara (Mali)                        | Commune                 | Gao        | Ansongo             |
| Bara Sara                          | Commune                 | Mopti      | Bandiagara          |
| Baramandougou                      | Commune                 | Ségou      | San                 |
| Barapiréli                         | Commune                 | Mopti      | Koro                |
| Barouéli                           | Commune                 | Ségou      | Barouéli            |
| Bassirou                           | Commune                 | Mopti      | Mopti               |
| Baya                               | Commune                 | Sikasso    | Yanfolila           |
| Baye (Mali)                        | Commune                 | Kayes      | Kéniéba             |
| Beguené                            | Commune                 | Ségou      | Bla                 |
| Bellen                             | Commune                 | Ségou      | Ségou               |
| Béma                               | Commune                 | Kayes      | Diéma               |
| Bembéré Tama                       | Commune                 | Mopti      | Youwarou            |
| Bendougouba                        | Commune                 | Kayes      | Kita                |
| Bénéna                             | Commune                 | Ségou      | Tominian            |
| Benkadi (Banamba)                  | Commune                 | Koulikoro  | Banamba             |
| Benkadi (Dioïla)                   | Commune                 | Koulikoro  | Dioïla              |
| Benkadi (Kangaba)                  | Commune                 | Koulikoro  | Kangaba             |
| Benkadi (Sikasso)                  | Commune                 | Sikasso    | Sikasso             |
| Benkady Founia                     | Commune                 | Kayes      | Kita                |
| Ber (Mali)                         | Commune                 | Timboektoe | Timboektoe          |
| Binga (gemeente)                   | Commune                 | Timboektoe | Diré                |
| Binko                              | Commune                 | Koulikoro  | Dioïla              |
| Bintagoungou                       | Commune                 | Timboektoe | Goundam             |
| Bla                                | Commune                 | Ségou      | Bla                 |
| Bladié-Tiémala                     | Commune                 | Sikasso    | Bougouni            |
| Blendio                            | Commune                 | Sikasso    | Sikasso             |
| Boghassa                           | Commune                 | Kidal      | Abéïbara            |
| Boidié                             | Commune                 | Ségou      | Barouéli            |
| Bokywere                           | Commune                 | Ségou      | Macina              |
| Bolo-Fouta                         | Commune                 | Sikasso    | Yanfolila           |
| Borko                              | Commune                 | Mopti      | Bandiagara          |
| Boron (Mali)                       | Commune                 | Koulikoro  | Banamba             |
| Borondougou                        | Commune                 | Mopti      | Mopti               |
| Bossofala                          | Commune                 | Koulikoro  | Kati                |
| Boudofo                            | Commune                 | Kayes      | Kita                |
| Bougaribaya                        | Commune                 | Kayes      | Kita                |
| Bougoula (Koulikoro)               | Commune                 | Koulikoro  | Kati                |
| Bougoula (Sikasso)                 | Commune                 | Sikasso    | Kolondiéba          |
| Boura                              | Commune                 | Sikasso    | Yorosso             |
| Bourem Sidi Amar                   | Commune                 | Timboektoe | Diré                |
| Bourem-Inaly                       | Commune                 | Timboektoe | Timboektoe          |
| Bourra                             | Commune                 | Gao        | Ansongo             |
| Boussin                            | Commune                 | Ségou      | Ségou               |
| Cinzana                            | Commune                 | Ségou      | Ségou               |
| Colimbiné                          | Commune                 | Kayes      | Kayes               |
| Daban                              | Commune                 | Koulikoro  | Kati                |
| Dabia                              | Commune                 | Kayes      | Kéniéba             |
| Dabo (Mali)                        | Commune                 | Koulikoro  | Nara                |
| Dah                                | Commune                 | Ségou      | San                 |
| Dallah                             | Commune                 | Mopti      | Douentza            |
| Danderesso                         | Commune                 | Sikasso    | Sikasso             |
| Dandoli                            | Commune                 | Mopti      | Bandiagara          |
| Dandougou Fakala                   | Commune                 | Mopti      | Djenné              |
| Dangha                             | Commune                 | Timboektoe | Diré                |
| Dangol-Boré                        | Commune                 | Mopti      | Douentza            |
| Danou                              | Commune                 | Sikasso    | Bougouni            |
| Débélin                            | Commune                 | Sikasso    | Bougouni            |
| Débéré                             | Commune                 | Mopti      | Douentza            |
| Déboye                             | Commune                 | Mopti      | Youwarou            |
| Défina                             | Commune                 | Sikasso    | Bougouni            |
| Dégnékoro                          | Commune                 | Koulikoro  | Dioïla              |
| Dembela                            | Commune                 | Sikasso    | Sikasso             |
| Derary                             | Commune                 | Mopti      | Djenné              |
| Diabaly                            | Commune                 | Ségou      | Niono               |
| Diabigué                           | Commune                 | Kayes      | Nioro du Sahel      |
| Diafarabé                          | Commune                 | Mopti      | Ténenkou            |
| Diafounou Diongaga                 | Commune                 | Kayes      | Yélimané            |
| Diafounou Gory                     | Commune                 | Kayes      | Yélimané            |
| Diago                              | Commune                 | Koulikoro  | Kati                |
| Diaka                              | Commune                 | Mopti      | Ténenkou            |
| Diakon                             | Commune                 | Kayes      | Bafoulabé           |
| Diakourouna                        | Commune                 | Ségou      | San                 |
| Dialafara                          | Commune                 | Kayes      | Kéniéba             |
| Dialakoro                          | Commune                 | Sikasso    | Sikasso             |
| Dialakoroba                        | Commune                 | Koulikoro  | Kati                |
| Dialakorodji                       | Commune                 | Koulikoro  | Kati                |
| Diallan                            | Commune                 | Kayes      | Bafoulabé           |
| Diallassagou                       | Commune                 | Mopti      | Bankass             |
| Dialloubé                          | Commune                 | Mopti      | Mopti               |
| Diamnati                           | Commune                 | Mopti      | Bandiagara          |
| Diamou                             | Commune                 | Kayes      | Kayes               |
| Diangounté Camara                  | Commune                 | Kayes      | Diéma               |
| Dianguirdé                         | Commune                 | Kayes      | Diéma               |
| Diankabou                          | Commune                 | Mopti      | Koro                |
| Dianké                             | Commune                 | Timboektoe | Niafunké            |
| Dianwéli                           | Commune                 | Mopti      | Douentza            |
| Diaramana                          | Commune                 | Ségou      | Bla                 |
| Diarra                             | Commune                 | Kayes      | Nioro du Sahel      |
| Diaye Coura                        | Commune                 | Kayes      | Nioro du Sahel      |
| Didenko                            | Commune                 | Kayes      | Kita                |
| Didiéni                            | Commune                 | Koulikoro  | Kolokani            |
| Diébé                              | Commune                 | Koulikoro  | Dioïla              |
| Diédougou (Dioïla)                 | Commune                 | Koulikoro  | Dioïla              |
| Diédougou (Kati)                   | Commune                 | Koulikoro  | Kati                |
| Diédougou (Koutiala)               | Commune                 | Sikasso    | Koutiala            |
| Diédougou (Ségou)                  | Commune                 | Ségou      | Ségou               |
| Diéli                              | Commune                 | Ségou      | San                 |
| Diéma (commune)                    | Commune                 | Kayes      | Diéma               |
| Diena                              | Commune                 | Ségou      | Bla                 |
| Diéoura                            | Commune                 | Kayes      | Diéma               |
| Diganidougou                       | Commune                 | Ségou      | Ségou               |
| Dilly                              | Commune                 | Koulikoro  | Nara                |
| Dimbal Habé                        | Commune                 | Mopti      | Bankass             |
| Dinandougou                        | Commune                 | Koulikoro  | Koulikoro           |
| Dinangourou                        | Commune                 | Mopti      | Koro                |
| Dio-Gare                           | Commune                 | Koulikoro  | Kati                |
| Diokéli                            | Commune                 | Kayes      | Bafoulabé           |
| Diomaténé                          | Commune                 | Sikasso    | Sikasso             |
| Diondiori                          | Commune                 | Mopti      | Ténenkou            |
| Diora (gemeente)                   | Commune                 | Ségou      | Tominian            |
| Dioro                              | Commune                 | Ségou      | Ségou               |
| Diou (Mali)                        | Commune                 | Sikasso    | Kadiolo             |
| Diouman                            | Commune                 | Koulikoro  | Dioïla              |
| Dioumara Koussata                  | Commune                 | Kayes      | Diéma               |
| Dioumaténé                         | Commune                 | Sikasso    | Kadiolo             |
| Diouna                             | Commune                 | Ségou      | Ségou               |
| Dioungani                          | Commune                 | Mopti      | Koro                |
| Diouradougou Kafo                  | Commune                 | Sikasso    | Koutiala            |
| Dirma                              | Commune                 | Mopti      | Youwarou            |
| Djallon-Foula                      | Commune                 | Sikasso    | Yanfolila           |
| Djaptodji                          | Commune                 | Mopti      | Douentza            |
| Djéguena                           | Commune                 | Ségou      | San                 |
| Djélébou                           | Commune                 | Kayes      | Kayes               |
| Djidian                            | Commune                 | Kayes      | Kita                |
| Djiguiya De Koloni                 | Commune                 | Sikasso    | Yanfolila           |
| Djougoun                           | Commune                 | Kayes      | Kita                |
| Dogani Béré                        | Commune                 | Mopti      | Bandiagara          |
| Dogo                               | Commune                 | Sikasso    | Bougouni            |
| Dogodouman                         | Commune                 | Koulikoro  | Kati                |
| Dogofry (Koulikoro)                | Commune                 | Koulikoro  | Nara                |
| Dogofry (Ségou)                    | Commune                 | Ségou      | Niono               |
| Dogoni                             | Commune                 | Sikasso    | Sikasso             |
| Dolendougou                        | Commune                 | Koulikoro  | Dioïla              |
| Domba                              | Commune                 | Sikasso    | Bougouni            |
| Dombia                             | Commune                 | Kayes      | Kéniéba             |
| Dombila                            | Commune                 | Koulikoro  | Kati                |
| Doucombo                           | Commune                 | Mopti      | Bandiagara          |
| Douékiré                           | Commune                 | Timboektoe | Goundam             |
| Dougabougou                        | Commune                 | Ségou      | Ségou               |
| Dougoufié                          | Commune                 | Ségou      | Barouéli            |
| Dougouolo                          | Commune                 | Ségou      | Bla                 |
| Dougouténé I                       | Commune                 | Mopti      | Koro                |
| Dougouténé II                      | Commune                 | Mopti      | Koro                |
| Doukouria                          | Commune                 | Timboektoe | Goundam             |
| Doumanaba                          | Commune                 | Sikasso    | Sikasso             |
| Doumba                             | Commune                 | Koulikoro  | Koulikoro           |
| Dourou                             | Commune                 | Mopti      | Bandiagara          |
| Duguwolowula                       | Commune                 | Koulikoro  | Banamba             |
| Essouk                             | Commune                 | Kidal      | Kidal               |
| Fagui                              | Commune                 | Sikasso    | Koutiala            |
| Fakala                             | Commune                 | Mopti      | Djenné              |
| Fakola                             | Commune                 | Sikasso    | Kolondiéba          |
| Fakolo                             | Commune                 | Sikasso    | Koutiala            |
| Faléa                              | Commune                 | Kayes      | Kéniéba             |
| Falémé                             | Commune                 | Kayes      | Kayes               |
| Fallou                             | Commune                 | Koulikoro  | Nara                |
| Falo                               | Commune                 | Ségou      | Bla                 |
| Fama (Mali)                        | Commune                 | Sikasso    | Sikasso             |
| Fanga                              | Commune                 | Kayes      | Yélimané            |
| Fangasso                           | Commune                 | Ségou      | Tominian            |
| Fani                               | Commune                 | Ségou      | Bla                 |
| Faraba (Kati)                      | Commune                 | Koulikoro  | Kati                |
| Faraba (Kéniéba)                   | Commune                 | Kayes      | Kéniéba             |
| Faradiélé                          | Commune                 | Sikasso    | Bougouni            |
| Faragouaran                        | Commune                 | Sikasso    | Bougouni            |
| Farakala                           | Commune                 | Sikasso    | Sikasso             |
| Farako (Ségou)                     | Commune                 | Ségou      | Ségou               |
| Farako (Sikasso)                   | Commune                 | Sikasso    | Kolondiéba          |
| Farakou Massa                      | Commune                 | Ségou      | Ségou               |
| Farimaké                           | Commune                 | Mopti      | Youwarou            |
| Fassoudébé                         | Commune                 | Kayes      | Diéma               |
| Fatiné                             | Commune                 | Ségou      | Ségou               |
| Fatoma                             | Commune                 | Mopti      | Mopti               |
| Femaye                             | Commune                 | Mopti      | Djenné              |
| Finkolo                            | Commune                 | Sikasso    | Sikasso             |
| Finkolo Ganadougou                 | Commune                 | Sikasso    | Sikasso             |
| Fion (Mali)                        | Commune                 | Ségou      | San                 |
| Fittouga                           | Commune                 | Timboektoe | Niafunké            |
| Folomana                           | Commune                 | Ségou      | Macina              |
| Fourou                             | Commune                 | Sikasso    | Kadiolo             |
| Gabero                             | Commune                 | Gao        | Gao                 |
| Gadiaba Kadiel                     | Commune                 | Kayes      | Nioro du Sahel      |
| Gadougou I                         | Commune                 | Kayes      | Kita                |
| Gadougou II                        | Commune                 | Kayes      | Kita                |
| Gandamia                           | Commune                 | Mopti      | Douentza            |
| Garalo                             | Commune                 | Sikasso    | Bougouni            |
| Garbakoïra                         | Commune                 | Timboektoe | Diré                |
| Gargando                           | Commune                 | Timboektoe | Goundam             |
| Gavinané                           | Commune                 | Kayes      | Nioro du Sahel      |
| Gogui                              | Commune                 | Kayes      | Nioro du Sahel      |
| Gomitradougou                      | Commune                 | Kayes      | Diéma               |
| Gongasso                           | Commune                 | Sikasso    | Sikasso             |
| Gory                               | Commune                 | Kayes      | Yélimané            |
| Gory Gopéla                        | Commune                 | Kayes      | Kayes               |
| Gossi                              | Commune                 | Timboektoe | Gourma-Rharous      |
| Gouadji Kao                        | Commune                 | Sikasso    | Koutiala            |
| Gouanan                            | Commune                 | Sikasso    | Yanfolila           |
| Gouandiaka                         | Commune                 | Sikasso    | Yanfolila           |
| Goudié Sougouna                    | Commune                 | Sikasso    | Koutiala            |
| Gouendo                            | Commune                 | Ségou      | Barouéli            |
| Gounfan                            | Commune                 | Kayes      | Bafoulabé           |
| Gounzoureye                        | Commune                 | Gao        | Gao                 |
| Grouméra                           | Commune                 | Kayes      | Diéma               |
| Guédébiné                          | Commune                 | Kayes      | Diéma               |
| Guégnéka                           | Commune                 | Koulikoro  | Dioïla              |
| Guémoukouraba                      | Commune                 | Kayes      | Kita                |
| Guénégoré                          | Commune                 | Kayes      | Kéniéba             |
| Guénéibe                           | Commune                 | Koulikoro  | Nara                |
| Guétéma                            | Commune                 | Kayes      | Nioro du Sahel      |
| Guidimakan Keri-Kaffo              | Commune                 | Kayes      | Kayes               |
| Guidimé                            | Commune                 | Kayes      | Yélimané            |
| Guihoyo                            | Commune                 | Koulikoro  | Kolokani            |
| Guiré                              | Commune                 | Koulikoro  | Nara                |
| Haïbongo                           | Commune                 | Timboektoe | Diré                |
| Haïré                              | Commune                 | Mopti      | Douentza            |
| Hamzakoma                          | Commune                 | Timboektoe | Gourma-Rharous      |
| Hawa Dembaya                       | Commune                 | Kayes      | Kayes               |
| Hombori                            | Commune                 | Mopti      | Douentza            |
| Inadiatafane                       | Commune                 | Timboektoe | Gourma-Rharous      |
| Inékar                             | Commune                 | Gao        | Ménaka              |
| Intadjedite                        | Commune                 | Kidal      | Tin Essako          |
| Issabéry                           | Commune                 | Timboektoe | Goundam             |
| Jékafo                             | Commune                 | Koulikoro  | Dioïla              |
| Kabarasso                          | Commune                 | Sikasso    | Sikasso             |
| Kaboïla                            | Commune                 | Sikasso    | Sikasso             |
| Kadiana                            | Commune                 | Sikasso    | Kolondiéba          |
| Kadiolo                            | Commune                 | Sikasso    | Kadiolo             |
| Kafo Faboli                        | Commune                 | Sikasso    | Koutiala            |
| Kafouziéla                         | Commune                 | Sikasso    | Sikasso             |
| Kagnogo                            | Commune                 | Koulikoro  | Kangaba             |
| Kaï                                | Commune                 | Sikasso    | Kadiolo             |
| Kala-Siguida                       | Commune                 | Ségou      | Niono               |
| Kalabancoro                        | Commune                 | Koulikoro  | Kati                |
| Kaladougou                         | Commune                 | Koulikoro  | Dioïla              |
| Kalaké                             | Commune                 | Ségou      | Barouéli            |
| Kalifabougou                       | Commune                 | Koulikoro  | Kati                |
| Kambila                            | Commune                 | Koulikoro  | Kati                |
| Kamiandougou                       | Commune                 | Ségou      | Ségou               |
| Kaneye                             | Commune                 | Timboektoe | Goundam             |
| Kani Bozon                         | Commune                 | Mopti      | Bankass             |
| Kaniegué                           | Commune                 | Ségou      | San                 |
| Kapala (Koutiala)                  | Commune                 | Sikasso    | Koutiala            |
| Kapala (Sikasso)                   | Commune                 | Sikasso    | Sikasso             |
| Kapolondougou                      | Commune                 | Sikasso    | Sikasso             |
| Karaba                             | Commune                 | Ségou      | San                 |
| Karagouana Mallé                   | Commune                 | Sikasso    | Koutiala            |
| Karakoro                           | Commune                 | Kayes      | Kayes               |
| Karangana                          | Commune                 | Sikasso    | Yorosso             |
| Karéri                             | Commune                 | Mopti      | Ténenkou            |
| Kassa (Mali)                       | Commune                 | Mopti      | Koro                |
| Kassama                            | Commune                 | Kayes      | Kéniéba             |
| Kassaro                            | Commune                 | Kayes      | Kita                |
| Kassorola                          | Commune                 | Ségou      | San                 |
| Katiéna                            | Commune                 | Ségou      | Ségou               |
| Kazangasso                         | Commune                 | Ségou      | Bla                 |
| Kébila                             | Commune                 | Sikasso    | Kolondiéba          |
| Keleya                             | Commune                 | Sikasso    | Bougouni            |
| Kémékafo                           | Commune                 | Koulikoro  | Dioïla              |
| Kéméné Tambo                       | Commune                 | Kayes      | Kayes               |
| Kemeni                             | Commune                 | Ségou      | Bla                 |
| Kendé                              | Commune                 | Mopti      | Bandiagara          |
| Kendié                             | Commune                 | Mopti      | Bandiagara          |
| Kéniéba                            | Commune                 | Kayes      | Kéniéba             |
| Kéréla                             | Commune                 | Koulikoro  | Dioïla              |
| Kéréna                             | Commune                 | Mopti      | Douentza            |
| Kéwa                               | Commune                 | Mopti      | Djenné              |
| Khouloum                           | Commune                 | Kayes      | Kayes               |
| Kiban                              | Commune                 | Koulikoro  | Banamba             |
| Kiffosso I                         | Commune                 | Sikasso    | Yorosso             |
| Kignan                             | Commune                 | Sikasso    | Sikasso             |
| Kilidougou                         | Commune                 | Koulikoro  | Dioïla              |
| Kirané Kaniaga                     | Commune                 | Kayes      | Yélimané            |
| Kirchamba                          | Commune                 | Timboektoe | Diré                |
| Kita Nord                          | Commune                 | Kayes      | Kita                |
| Kita Ouest                         | Commune                 | Kayes      | Kita                |
| Kléla                              | Commune                 | Sikasso    | Sikasso             |
| Kobri                              | Commune                 | Kayes      | Kita                |
| Kofan                              | Commune                 | Sikasso    | Sikasso             |
| Kokélé                             | Commune                 | Sikasso    | Bougouni            |
| Kokofata                           | Commune                 | Kayes      | Kita                |
| Kokry Centre                       | Commune                 | Ségou      | Macina              |
| Kola (Mali)                        | Commune                 | Sikasso    | Bougouni            |
| Kolokani                           | Commune                 | Koulikoro  |                     |
| Kolokoba                           | Commune                 | Sikasso    | Sikasso             |
| Kolondiéba                         | Commune                 | Sikasso    | Kolondiéba          |
| Kolongo                            | Commune                 | Ségou      | Macina              |
| Kolonigué                          | Commune                 | Sikasso    | Koutiala            |
| Kolosso                            | Commune                 | Sikasso    | Kolondiéba          |
| Kondi                              | Commune                 | Timboektoe | Diré                |
| Konina (Mali)                      | Commune                 | Sikasso    | Koutiala            |
| Koningué                           | Commune                 | Sikasso    | Koutiala            |
| Konna                              | Commune                 | Mopti      | Mopti               |
| Konobougou                         | Commune                 | Ségou      | Barouéli            |
| Konodimini                         | Commune                 | Ségou      | Ségou               |
| Konséguéla                         | Commune                 | Sikasso    | Koutiala            |
| Konsiga                            | Commune                 | Kayes      | Yélimané            |
| Kontéla                            | Commune                 | Kayes      | Bafoulabé           |
| Koporo Pen                         | Commune                 | Mopti      | Koro                |
| Koporokendié Nâ                    | Commune                 | Mopti      | Koro                |
| Korarou                            | Commune                 | Mopti      | Douentza            |
| Koréra Koré                        | Commune                 | Kayes      | Nioro du Sahel      |
| Korodougou                         | Commune                 | Ségou      | Bla                 |
| Korombana                          | Commune                 | Mopti      | Mopti               |
| Koromo                             | Commune                 | Sikasso    | Koutiala            |
| Koronga                            | Commune                 | Koulikoro  | Nara                |
| Kotouba                            | Commune                 | Kayes      | Kita                |
| Koubaye                            | Commune                 | Mopti      | Mopti               |
| Koubéwel Koundia                   | Commune                 | Mopti      | Douentza            |
| Koula (Koulikoro)                  | Commune                 | Koulikoro  | Koulikoro           |
| Koula (Ségou)                      | Commune                 | Ségou      | Tominian            |
| Koulandougou                       | Commune                 | Ségou      | Bla                 |
| Koulogon Habé                      | Commune                 | Mopti      | Bankass             |
| Koulou                             | Commune                 | Kayes      | Kita                |
| Koumaïra                           | Commune                 | Timboektoe | Niafunké            |
| Koumankou                          | Commune                 | Sikasso    | Sikasso             |
| Koumantou                          | Commune                 | Sikasso    | Bougouni            |
| Koumbia (Mali)                     | Commune                 | Sikasso    | Yorosso             |
| Kounari                            | Commune                 | Mopti      | Mopti               |
| Koundian                           | Commune                 | Kayes      | Bafoulabé           |
| Kouniana                           | Commune                 | Sikasso    | Koutiala            |
| Kouoro                             | Commune                 | Sikasso    | Sikasso             |
| Kourouba                           | Commune                 | Koulikoro  | Kati                |
| Kouroulamini                       | Commune                 | Sikasso    | Bougouni            |
| Kourouma                           | Commune                 | Sikasso    | Sikasso             |
| Koury                              | Commune                 | Sikasso    | Yorosso             |
| Koussan                            | Commune                 | Sikasso    | Yanfolila           |
| Koussané                           | Commune                 | Kayes      | Kayes               |
| Kremis                             | Commune                 | Kayes      | Yélimané            |
| Kroukoto                           | Commune                 | Kayes      | Kéniéba             |
| Lakamané                           | Commune                 | Kayes      | Diéma               |
| Lambidou                           | Commune                 | Kayes      | Diéma               |
| Lanfiala                           | Commune                 | Ségou      | Tominian            |
| Léré (Mali)                        | Commune                 | Timboektoe | Niafunké            |
| Léssagou Habé                      | Commune                 | Mopti      | Bankass             |
| Liberté Dembaya                    | Commune                 | Kayes      | Kayes               |
| Lobougoula                         | Commune                 | Sikasso    | Sikasso             |
| Logo (Mali)                        | Commune                 | Kayes      | Kayes               |
| Logouana                           | Commune                 | Sikasso    | Koutiala            |
| Loulouni                           | Commune                 | Sikasso    | Kadiolo             |
| Lowol Guéou                        | Commune                 | Mopti      | Bandiagara          |
| M'Bouna                            | Commune                 | Timboektoe | Goundam             |
| M'Pessoba                          | Commune                 | Sikasso    | Koutiala            |
| Macina                             | Commune                 | Ségou      | Macina              |
| Madiama                            | Commune                 | Mopti      | Djenné              |
| Madiga Sacko                       | Commune                 | Kayes      | Diéma               |
| Madina Sacko                       | Commune                 | Koulikoro  | Banamba             |
| Madougou                           | Commune                 | Mopti      | Koro                |
| Mafouné                            | Commune                 | Ségou      | Tominian            |
| Mahina                             | Commune                 | Kayes      | Bafoulabé           |
| Mahou (gemeente)                   | Commune                 | Sikasso    | Yorosso             |
| Makano                             | Commune                 | Kayes      | Kita                |
| Mandé                              | Commune                 | Koulikoro  | Kati                |
| Mandiakuy                          | Commune                 | Ségou      | Tominian            |
| Maramandougou                      | Commune                 | Koulikoro  | Kangaba             |
| Marékaffo                          | Commune                 | Kayes      | Yélimané            |
| Maréna Diombougou                  | Commune                 | Kayes      | Kayes               |
| Mariko                             | Commune                 | Ségou      | Niono               |
| Marintoumania                      | Commune                 | Kayes      | Kayes               |
| Markala                            | Commune                 | Ségou      | Ségou               |
| Massala (gemeente)                 | Commune                 | Ségou      | Ségou               |
| Massantola                         | Commune                 | Koulikoro  | Kolokani            |
| Massigui                           | Commune                 | Koulikoro  | Dioïla              |
| Matomo (Mali)                      | Commune                 | Ségou      | Macina              |
| Méguétan                           | Commune                 | Koulikoro  | Koulikoro           |
| Ména                               | Commune                 | Sikasso    | Kolondiéba          |
| Ménaka                             | Commune                 | Gao        | Ménaka              |
| Ménamba I                          | Commune                 | Sikasso    | Yorosso             |
| Méridiéla                          | Commune                 | Sikasso    | Bougouni            |
| Métoumou                           | Commune                 | Mopti      | Bandiagara          |
| Minidian                           | Commune                 | Koulikoro  | Kangaba             |
| Miniko                             | Commune                 | Sikasso    | Sikasso             |
| Miria                              | Commune                 | Sikasso    | Sikasso             |
| Misséni                            | Commune                 | Sikasso    | Kadiolo             |
| Missirikoro                        | Commune                 | Sikasso    | Sikasso             |
| Mondoro                            | Commune                 | Mopti      | Douentza            |
| Monimpebougou                      | Commune                 | Ségou      | Macina              |
| Moribabougou                       | Commune                 | Koulikoro  | Kati                |
| Moribala                           | Commune                 | Ségou      | San                 |
| Mountougoula                       | Commune                 | Koulikoro  | Kati                |
| N'Dlondougou                       | Commune                 | Koulikoro  | Dioïla              |
| N'Dodjigu                          | Commune                 | Mopti      | Youwarou            |
| N'Gabacoro                         | Commune                 | Koulikoro  | Kati                |
| N'Gara                             | Commune                 | Ségou      | Ségou               |
| N'Gassola                          | Commune                 | Ségou      | Barouéli            |
| N'Goa                              | Commune                 | Ségou      | San                 |
| N'Golodiana                        | Commune                 | Sikasso    | Kolondiéba          |
| N'Golonianasso                     | Commune                 | Sikasso    | Koutiala            |
| N'Gorkou                           | Commune                 | Timboektoe | Niafunké            |
| N'Gouraba                          | Commune                 | Koulikoro  | Kati                |
| N'Goutjina                         | Commune                 | Sikasso    | Koutiala            |
| N'Koumandougou                     | Commune                 | Ségou      | Ségou               |
| N'Tillit                           | Commune                 | Gao        | Gao                 |
| N'Tjiba                            | Commune                 | Koulikoro  | Kati                |
| N'Tjikouna                         | Commune                 | Sikasso    | Sikasso             |
| N'Torosso                          | Commune                 | Ségou      | San                 |
| N'Tossoni                          | Commune                 | Sikasso    | Koutiala            |
| N’Garadougou                       | Commune                 | Koulikoro  | Dioïla              |
| N’Golobougou                       | Commune                 | Koulikoro  | Dioïla              |
| Nafanga                            | Commune                 | Sikasso    | Koutiala            |
| Namala Guimba                      | Commune                 | Kayes      | Kita                |
| Nampalari                          | Commune                 | Ségou      | Niono               |
| Nampé                              | Commune                 | Sikasso    | Koutiala            |
| Nangalasso                         | Commune                 | Sikasso    | Kolondiéba          |
| Nangola                            | Commune                 | Koulikoro  | Dioïla              |
| Naréna                             | Commune                 | Koulikoro  | Kangaba             |
| Natien                             | Commune                 | Sikasso    | Sikasso             |
| Néma-Badenyakafo                   | Commune                 | Mopti      | Djenné              |
| Niagadina                          | Commune                 | Koulikoro  | Kati                |
| Niala                              | Commune                 | Ségou      | Bla                 |
| Niamana                            | Commune                 | Ségou      | San                 |
| Niambia                            | Commune                 | Kayes      | Bafoulabé           |
| Niansanarié                        | Commune                 | Mopti      | Djenné              |
| Niantaga                           | Commune                 | Sikasso    | Koutiala            |
| Niantanso                          | Commune                 | Kayes      | Kita                |
| Niantjila                          | Commune                 | Koulikoro  | Dioïla              |
| Niasso                             | Commune                 | Ségou      | San                 |
| Niéna                              | Commune                 | Sikasso    | Sikasso             |
| Nimbougou                          | Commune                 | Sikasso    | Kadiolo             |
| Niono                              | Commune                 | Ségou      | Niono               |
| Nioro Tougouné Rangaba             | Commune                 | Kayes      | Nioro du Sahel      |
| Nioumamakana                       | Commune                 | Koulikoro  | Kati                |
| Nongo-Souala                       | Commune                 | Sikasso    | Sikasso             |
| Nonkon                             | Commune                 | Koulikoro  | Kolokani            |
| Nossombougou                       | Commune                 | Koulikoro  | Kolokani            |
| Nouga                              | Commune                 | Koulikoro  | Kangaba             |
| Nyamina                            | Commune                 | Koulikoro  | Koulikoro           |
| Ondougou                           | Commune                 | Mopti      | Bandiagara          |
| Ouagadou                           | Commune                 | Koulikoro  | Nara                |
| Oualia                             | Commune                 | Kayes      | Bafoulabé           |
| Ouan                               | Commune                 | Ségou      | Tominian            |
| Ouattagouna                        | Commune                 | Gao        | Ansongo             |
| Ouélessébougou                     | Commune                 | Koulikoro  | Kati                |
| Ouinerden                          | Commune                 | Timboektoe | Gourma-Rharous      |
| Ouolodo                            | Commune                 | Koulikoro  | Kolokani            |
| Ouolon                             | Commune                 | Ségou      | San                 |
| Ouonkoro                           | Commune                 | Mopti      | Bankass             |
| Ourikéla                           | Commune                 | Sikasso    | Yorosso             |
| Ouro Ali                           | Commune                 | Mopti      | Djenné              |
| Ouro Ardo                          | Commune                 | Mopti      | Ténenkou            |
| Ouro Guiré                         | Commune                 | Mopti      | Ténenkou            |
| Ouro Modi                          | Commune                 | Mopti      | Mopti               |
| Ouroubé Douddé                     | Commune                 | Mopti      | Mopti               |
| Ouroun                             | Commune                 | Sikasso    | Bougouni            |
| Pel Maoudé                         | Commune                 | Mopti      | Koro                |
| Pelengana                          | Commune                 | Ségou      | Ségou               |
| Pelou                              | Commune                 | Mopti      | Bandiagara          |
| Pétaka                             | Commune                 | Mopti      | Douentza            |
| Pignari                            | Commune                 | Mopti      | Bandiagara          |
| Pignari Bana                       | Commune                 | Mopti      | Bandiagara          |
| Pimperna                           | Commune                 | Sikasso    | Sikasso             |
| Pondori                            | Commune                 | Mopti      | Djenné              |
| Raz-El-Ma                          | Commune                 | Timboektoe | Goundam             |
| Rharous                            | Commune                 | Timboektoe | Gourma-Rharous      |
| Saboula                            | Commune                 | Kayes      | Kita                |
| Sadiola                            | Commune                 | Kayes      | Kayes               |
| Safo                               | Commune                 | Koulikoro  | Kati                |
| Sagabala                           | Commune                 | Koulikoro  | Kolokani            |
| Sagalo                             | Commune                 | Kayes      | Kéniéba             |
| Sakoïba                            | Commune                 | Ségou      | Ségou               |
| Salam (Mali)                       | Commune                 | Timboektoe | Timboektoe          |
| Saloba                             | Commune                 | Ségou      | Macina              |
| Salsalbé                           | Commune                 | Mopti      | Mopti               |
| Sama Foulala                       | Commune                 | Ségou      | Ségou               |
| Samabogo                           | Commune                 | Ségou      | Bla                 |
| Samé Diomgoma                      | Commune                 | Kayes      | Kayes               |
| Saminé                             | Commune                 | Ségou      | Ségou               |
| Sanando                            | Commune                 | Ségou      | Barouéli            |
| Sanankoro Djitoumou                | Commune                 | Koulikoro  | Kati                |
| Sanankoroba                        | Commune                 | Koulikoro  | Kati                |
| Sandaré                            | Commune                 | Kayes      | Nioro du Sahel      |
| Sanékuy                            | Commune                 | Ségou      | Tominian            |
| Sangarébougou                      | Commune                 | Koulikoro  | Kati                |
| Sankarani                          | Commune                 | Sikasso    | Yanfolila           |
| Sansanding                         | Commune                 | Ségou      | Ségou               |
| Sansankidé                         | Commune                 | Kayes      | Diéma               |
| Sanso                              | Commune                 | Sikasso    | Bougouni            |
| Sanzana                            | Commune                 | Sikasso    | Sikasso             |
| Sareyamou                          | Commune                 | Timboektoe | Diré                |
| Sébékoro                           | Commune                 | Kayes      | Kita                |
| Sébékoro I                         | Commune                 | Koulikoro  | Kolokani            |
| Sébété                             | Commune                 | Koulikoro  | Banamba             |
| Sébougou                           | Commune                 | Ségou      | Ségou               |
| Séféto Nord                        | Commune                 | Kayes      | Kita                |
| Séféto Ouest                       | Commune                 | Kayes      | Kita                |
| Ségala                             | Commune                 | Kayes      | Kayes               |
| Ségué                              | Commune                 | Mopti      | Bankass             |
| Ségué-Iré                          | Commune                 | Mopti      | Bandiagara          |
| Séléfougou                         | Commune                 | Koulikoro  | Kangaba             |
| Senko                              | Commune                 | Kayes      | Kita                |
| Séré Moussa Ani Samou De Siékorolé | Commune                 | Sikasso    | Yanfolila           |
| Séro Diamanou                      | Commune                 | Kayes      | Kayes               |
| Siadougou                          | Commune                 | Ségou      | San                 |
| Sibila                             | Commune                 | Ségou      | Ségou               |
| Sibirila                           | Commune                 | Sikasso    | Bougouni            |
| Siby                               | Commune                 | Koulikoro  | Kati                |
| Sidibéla                           | Commune                 | Kayes      | Bafoulabé           |
| Sido                               | Commune                 | Sikasso    | Bougouni            |
| Sincina                            | Commune                 | Sikasso    | Koutiala            |
| Sinkolo                            | Commune                 | Sikasso    | Koutiala            |
| Sirakoro                           | Commune                 | Kayes      | Kita                |
| Sirakorola                         | Commune                 | Koulikoro  | Koulikoro           |
| Siribala                           | Commune                 | Ségou      | Niono               |
| Sirifila-Boundy                    | Commune                 | Ségou      | Niono               |
| Sitakilly                          | Commune                 | Kayes      | Kéniéba             |
| Soboundou                          | Commune                 | Timboektoe | Niafunké            |
| Sobra                              | Commune                 | Koulikoro  | Kati                |
| Socoura                            | Commune                 | Mopti      | Mopti               |
| Soignébougou                       | Commune                 | Ségou      | Ségou               |
| Sokolo                             | Commune                 | Ségou      | Niono               |
| Sokoura (Mali)                     | Commune                 | Mopti      | Bankass             |
| Sokourani-Missirikoro              | Commune                 | Sikasso    | Sikasso             |
| Somasso                            | Commune                 | Ségou      | Bla                 |
| Songo-Doubacoré                    | Commune                 | Sikasso    | Koutiala            |
| Songoua                            | Commune                 | Sikasso    | Koutiala            |
| Sony Aliber                        | Commune                 | Gao        | Gao                 |
| Sorobasso                          | Commune                 | Sikasso    | Koutiala            |
| Soroly                             | Commune                 | Mopti      | Bandiagara          |
| Sougoulbé                          | Commune                 | Mopti      | Ténenkou            |
| Souleye                            | Commune                 | Ségou      | Macina              |
| Soumpi                             | Commune                 | Timboektoe | Niafunké            |
| Soumpou                            | Commune                 | Kayes      | Yélimané            |
| Souransan Tomoto                   | Commune                 | Kayes      | Kita                |
| Sourountouna                       | Commune                 | Ségou      | San                 |
| Soye (Mali)                        | Commune                 | Mopti      | Mopti               |
| Sy (Mali)                          | Commune                 | Ségou      | San                 |
| Syen Toula                         | Commune                 | Sikasso    | Bougouni            |
| Taboye                             | Commune                 | Gao        | Bourem              |
| Tafacirga                          | Commune                 | Kayes      | Kayes               |
| Tagandougou                        | Commune                 | Sikasso    | Yanfolila           |
| Talataye                           | Commune                 | Gao        | Ansongo             |
| Tamani                             | Commune                 | Ségou      | Barouéli            |
| Tambaga                            | Commune                 | Kayes      | Kita                |
| Tao (Mali)                         | Commune                 | Sikasso    | Koutiala            |
| Tarkint                            | Commune                 | Gao        | Bourem              |
| Tédjé                              | Commune                 | Mopti      | Douentza            |
| Télé                               | Commune                 | Timboektoe | Goundam             |
| Tella (Mali)                       | Commune                 | Sikasso    | Sikasso             |
| Téné                               | Commune                 | Ségou      | San                 |
| Teneni                             | Commune                 | Ségou      | San                 |
| Ténindougou                        | Commune                 | Koulikoro  | Dioïla              |
| Tessalit                           | Commune                 | Kidal      | Tessalit            |
| Tesserla                           | Commune                 | Ségou      | Barouéli            |
| Tessit                             | Commune                 | Gao        | Ansongo             |
| Tiakadougou-Dialakoro              | Commune                 | Koulikoro  | Kati                |
| Tiankadi                           | Commune                 | Sikasso    | Sikasso             |
| Tidermène                          | Commune                 | Gao        | Ménaka              |
| Tiélé                              | Commune                 | Koulikoro  | Kati                |
| Tiémala-Banimonotié                | Commune                 | Sikasso    | Bougouni            |
| Tiemena                            | Commune                 | Ségou      | Bla                 |
| Tienfala                           | Commune                 | Koulikoro  | Koulikoro           |
| Tienkour                           | Commune                 | Timboektoe | Diré                |
| Tilemsi (Gao)                      | Commune                 | Gao        | Gao                 |
| Tilemsi (Goundam)                  | Commune                 | Timboektoe | Goundam             |
| Timissa                            | Commune                 | Ségou      | Tominian            |
| Timniri                            | Commune                 | Mopti      | Bandiagara          |
| Timtaghene                         | Commune                 | Kidal      | Tessalit            |
| Tin Aïcha                          | Commune                 | Timboektoe | Goundam             |
| Tin Essako                         | Commune                 | Kidal      | Tin Essako          |
| Tin-Hama                           | Commune                 | Gao        | Ansongo             |
| Tindirma                           | Commune                 | Timboektoe | Diré                |
| Tinguereguif                       | Commune                 | Timboektoe | Diré                |
| Tinzawatène                        | Commune                 | Kidal      | Abéïbara            |
| Tiongui                            | Commune                 | Sikasso    | Kolondiéba          |
| Tioribougou                        | Commune                 | Koulikoro  | Kolokani            |
| Togoré-Coumbé                      | Commune                 | Mopti      | Ténenkou            |
| Togoro Kotia                       | Commune                 | Mopti      | Ténenkou            |
| Togou                              | Commune                 | Ségou      | Ségou               |
| Togué Morari                       | Commune                 | Mopti      | Djenné              |
| Tominian                           | Commune                 | Ségou      | Tominian            |
| Tomora                             | Commune                 | Kayes      | Bafoulabé           |
| Tongué                             | Commune                 | Ségou      | Macina              |
| Tonka (Mali)                       | Commune                 | Timboektoe | Goundam             |
| Toridaga-Ko                        | Commune                 | Ségou      | Niono               |
| Toubacoro                          | Commune                 | Koulikoro  | Banamba             |
| Tougouni                           | Commune                 | Koulikoro  | Koulikoro           |
| Toukoroba                          | Commune                 | Koulikoro  | Banamba             |
| Toukoto                            | Commune                 | Kayes      | Kita                |
| Touna                              | Commune                 | Ségou      | Bla                 |
| Tourakolomba                       | Commune                 | Ségou      | San                 |
| Tousséguéla                        | Commune                 | Sikasso    | Kolondiéba          |
| Wacoro                             | Commune                 | Koulikoro  | Dioïla              |
| Wadouba                            | Commune                 | Mopti      | Bandiagara          |
| Waki                               | Commune                 | Ségou      | San                 |
| Wassoulou-Ballé                    | Commune                 | Sikasso    | Yanfolila           |
| Wateni                             | Commune                 | Sikasso    | Sikasso             |
| Yallankoro-Soloba                  | Commune                 | Sikasso    | Yanfolila           |
| Yangasso                           | Commune                 | Ségou      | Bla                 |
| Yasso                              | Commune                 | Ségou      | Tominian            |
| Yélékébougou                       | Commune                 | Koulikoro  | Kati                |
| Yeredon Saniona                    | Commune                 | Ségou      | Niono               |
| Yéréré                             | Commune                 | Kayes      | Nioro du Sahel      |
| Yinindougou                        | Commune                 | Sikasso    | Bougouni            |
| Yiridougou                         | Commune                 | Sikasso    | Bougouni            |
| Yognogo                            | Commune                 | Sikasso    | Koutiala            |
| Yorosso                            | Commune                 | Sikasso    | Yorosso             |
| Youdiou                            | Commune                 | Mopti      | Koro                |
| Youwarou                           | Commune                 | Mopti      | Youwarou            |
| Zan Coulibaly                      | Commune                 | Koulikoro  | Dioïla              |
| Zanférébougou                      | Commune                 | Sikasso    | Sikasso             |
| Zanfigué                           | Commune                 | Sikasso    | Koutiala            |
| Zangaradougou                      | Commune                 | Sikasso    | Sikasso             |
| Zangasso                           | Commune                 | Sikasso    | Koutiala            |
| Zaniena                            | Commune                 | Sikasso    | Sikasso             |
| Zanina                             | Commune                 | Sikasso    | Koutiala            |
| Zantiébougou                       | Commune                 | Sikasso    | Bougouni            |
| Zébala                             | Commune                 | Sikasso    | Koutiala            |
| Zégoua                             | Commune                 | Sikasso    | Kadiolo             |
| Doubabougou                        | Commune                 | Koulikoro  | Kati                |
| Souba                              | Commune                 | Ségou      | Ségou               |
| Soubala                            | Commune                 | Mopti      | Bankass             |
| Haribomo                           | Commune                 | Timboektoe | Gourma-Rharous      |
| Miéna                              | Gemeente                | Sikasso    | Koutiala            |
| Bamako                             | Hoofdstedelijk district |            |                     |
| Bandiagara                         | Stad                    | Mopti      | Bandiagara          |
| Bougouni                           | Stad                    | Sikasso    | Bougouni            |
| Bourem                             | Stad                    | Gao        | Bourem              |
| Diré                               | Stad                    | Timboektoe | Diré                |
| Djenné                             | Stad                    | Mopti      |                     |
| Douentza                           | Stad                    | Mopti      | Douentza            |
| Fatao                              | Stad                    | Kayes      | Diéma               |
| Fégui                              | Stad                    | Kayes      | Kayes               |
| Gouméra                            | Stad                    | Kayes      | Kayes               |
| Karan                              | Stad                    | Koulikoro  | Kangaba             |
| Kayes (stad)                       | Stad                    | Kayes      |                     |
| Kidal (stad)                       | Stad                    | Kidal      | Kidal               |
| Koulikoro (stad)                   | Stad                    | Koulikoro  |                     |
| Kouniakary                         | Stad                    | Kayes      | Kayes               |
| Kourouninkoto                      | Stad                    | Kayes      | Kita                |
| Koutiala                           | Stad                    | Sikasso    | Koutiala            |
| Mopti (stad)                       | Stad                    | Mopti      |                     |
| Nioro du Sahel                     | Stad                    | Kayes      | Nioro du Sahel      |
| Ségou                              | Stad                    | Ségou      |                     |
| Sikasso                            | Stad                    | Sikasso    |                     |
| Somankidy                          | Stad                    | Kayes      | Kayes               |
| Ténenkou                           | Stad                    | Mopti      | Ténenkou            |
| Timboektoe (stad)                  | Stad                    | Timboektoe | Timboektoe (Cercle) |
| Toya                               | Stad                    | Kayes      | Yélimané            |
| Trougoumbé                         | Stad                    | Kayes      | Nioro du Sahel      |
| Youri                              | Stad                    | Kayes      | Nioro du Sahel      |
| Araouane                           |                         | Timboektoe | Timboektoe          |
| Fana (Mali)                        |                         | Koulikoro  | Dioïla              |

hoofdstedelijk district Bamako · Gao · Kayes · Kidal · Koulikoro · Ménaka · Mopti · Ségou · Sikasso · Taoudénit · Timboektoe